# Veseluvka
Veseluvka ist ein Ort mit 77 Einwohnern (Stand 2011) im Amtsbezirk Užusaliai der Rajongemeinde Jonava, südwestlich von der Mittelstadt Jonava im Bezirk Kaunas in Litauen. Der Name des Dorfs ist slawischer Herkunft (russisch весёлый bedeutet „lustig“).

## Geschichte
2001 gab es 58 Einwohner. Das Dorf ist seit 2009 das Zentrum des gleichnamigen Unteramtsbezirks mit 400 Einwohnern. Zum Unteramtsbezirk gehören das Dorf Veseluvka und die Gėlių-, Jaunimo-, Vyturių-, Miglos-, Beržų-, Bijūnų-, Rudmėnų- und Taikos-Straße mit den Hausnummern 1–24, 26 und 28. 2008 wollte der Rat der Rajongemeinde Jonava das Dorf in Linksmėnai umbenennen.